# Meindert Veldman
Meindert Egbert Veldman (Adorp, 12 december 1904 - Bergen-Belsen, 22 februari 1945) was een Nederlandse landbouwer en verzetsstrijder in de Tweede Wereldoorlog.

## Levensloop
Veldman was een landbouwer en woonde bij de buurtschap Hekkum bij Adorp. Hij woonde aan de Hekkumerweg 9 waar hij een boerderij van ongeveer 160 ha groot had. Hij wilde aan het einde van de jaren dertig naar de Wieringermeerpolder verhuizen, maar door de uitbraak van de Tweede Wereldoorlog ging dat niet door.
Veldman was leider van de verzetsgroep Nul die zich voornamelijk bezig hield met het onderbrengen en de verzorging van onderduikers. In 1944 werd hij provinciaal leider van de Groningse knokploegen. De knokploegen werden opgericht door de Landelijke Organisatie voor Hulp aan Onderduikers en hielden zich aanvankelijk vooral bezig met de overvallen op distributiekantoren om aan voldoende bonkaarten te komen. Later pleegden zij ook liquidaties en sabotagedaden.
Vanaf oktober 1942 zaten de marechaussees Willem Homoet en Hielke van der Heide bij Veldman ondergedoken, nadat zij hadden geweigerd een joods echtpaar te arresteren. In 1943 vond er een huiszoeking plaats, maar Veldman was van tevoren gewaarschuwd doordat een telefoongesprek over de inval werd onderschept. Daardoor waren de onderduikers op tijd vertrokken. Vanaf de boerderij in Hekkum werd onder andere de overval op het distributiekantoor in Slochteren georganiseerd en het in brand steken van een aantal treinwagons bij Hoogkerk.
Op initiatief van Van der Heide werd Geessien Bleeker in juni 1944 als koerierster opgenomen in de verzetsgroep van Veldman. Bij het verzet was niet bekend dat zij een relatie had met de SD-er Adolf Becker. Op 27 juli 1944 werd het postadres van de verzetsgroep aan de Turfsingel 51A in Groningen door de Sicherheitsdienst overvallen. Daarbij werden onder andere Bleeker, Homoet en Van der Heide aangehouden. 
Of Bleeker al achter dit verraad zat en zij dus slechts voor de schijn gearresteerd werd, is nooit duidelijk geworden. Hoe dan ook, Bleeker begon vanaf dat moment voor de Duitse bezetter te werken. De naam van Veldman was een van de eerste die zij noemde. Nog in de avond van 27 juli 1944 vond er een inval plaats onder leiding van Ernst Knorr en Helmut Johann Schäper. Veldman was van tevoren wederom gewaarschuwd, maar was alleen thuis en wilde zijn kinderen niet alleen laten. De SD vond genoeg bewijs voor Veldmans betrokkenheid bij het verzet, zoals de bonkaarten van de overval in Slochteren. 
Veldman werd overgebracht naar het beruchte Scholtenshuis, waar hij tijdens ondervragingen zware martelingen onderging. Op 8 augustus werd hij overgebracht naar het zogeheten Oranjehotel in Scheveningen en vandaar uit weer naar Kamp Vught. Samen met onder ander Homoet werd hij op transport gezet naar de Duitse concentratiekampen Oranienburg en Bergen-Belsen, waar hij op 22 februari 1945, dezelfde dag als Homoet, aan vlektyfus overleed. Van der Heide was eerder in Vught al geëxecuteerd.

## Persoonlijk
Samen met zijn vrouw Tine Kiers (1906-1988) kreeg Veldman vier kinderen. Zij waren lid van de Gereformeerde Kerken in Nederland. Veldman ontving postuum het Verzetsherdenkingskruis.
- Nederlandse Thesaurus van Auteursnamen: 324407882
- Virtual International Authority File: 291252795